# Rali da Europa Central de 2008
O Rali da Europa Central de 2008 foi um evento único de rali raid disputado, como o seu nome indica, na Europa central. A sua primeira e única edição celebrou-se de 20 a 26 de abril de 2008 na Romênia e Hungria como substituição ao Rali Dakar —que foi cancelado naquele mesmo ano por ameaças da Al-Qaeda—, competição com a qual compartilha organizador, a Amaury Sport Organisation. Fazia parte do projecto Dakar Series.

## Percurso
O rali começou em Budapeste a 19 de abril e terminou no Lago Balaton na Hungria a 26 de abril de 2018.
| Data     | Etapa | Início    | Fim          | Especial (km) | Ligação (km) | Total | Vencedores  | Vencedores  | Vencedores     | Vencedores |
| Data     | Etapa | Início    | Fim          | Especial (km) | Ligação (km) | Total | Motos       | Quads       | Carros         | Camiões    |
| -------- | ----- | --------- | ------------ | ------------- | ------------ | ----- | ----------- | ----------- | -------------- | ---------- |
| 20 Abril | 1     | Budapest  | Baia Mare    | 63            | 468          | 531   | M. Coma     | L. Szabo    | C. Sainz       | H. Stacey  |
| 21 Abril | 2     | Baia Mare | Baia Mare    | 152           | 140          | 292   | D. Casteu   | R. Irimescu | S. Peterhansel | H. Stacey  |
| 22 Abril | 3     | Baia Mare | Debrecen     | 152           | 285          | 437   | J. Katriňák | R. Irimescu | G. de Villiers | A. Loprais |
| 23 Abril | 4     | Debrecen  | Veszprém     | 150           | 430          | 580   | C. Despres  | H. Deltrieu | C. Sainz       | H. Stacey  |
| 24 Abril | 5     | Veszprém  | Veszprém     | 210           | 107          | 317   | D. Casteu   | N. Nemeth   | C. Sainz       | H. Stacey  |
| 25 Abril | 6     | Veszprém  | Veszprém     | 210           | 107          | 317   | C. Despres  | H. Deltrieu | C. Sainz       | H. Stacey  |
| 26 Abril | 7     | Veszprém  | Balatonfüred | 155           | 42           | 197   | J. Katriňák | C. Declerck | C. Sainz       | H. Stacey  |
|          |       |           |              | 1,092         | 1,579        | 2,671 |             |             |                |            |

## Classificação final

### Motos
| # | Nome                      | Marca  | Tempo     |
| - | ------------------------- | ------ | --------- |
| 1 | David Casteu              | KTM    | 12h21m14s |
| 2 | Francisco "Chaleco" López | KTM    | +2m58s    |
| 3 | Alain Duclos              | KTM    | +19m39s   |
| 4 | José Manuel Pellicer      | Yamaha | +21m20s   |
| 5 | Cyril Despres             | KTM    | +22m50s   |

### Quads
| # | Nome                | Marca   |
| - | ------------------- | ------- |
| 1 | Roman Krejci        | Yamaha  |
| 2 | Christophe Declerck | Yamaha  |
| 3 | Martin Antal        | Polaris |

### Carros
| #  | Piloto / copiloto                      | Marca                       | Tempo      |
| -- | -------------------------------------- | --------------------------- | ---------- |
| 1  | Carlos Sainz Michel Perin              | Volkswagen Touareg 2        | 11h18m08s  |
| 2  | Stéphane Peterhansel Jean-Paul Cottret | Mitsubishi Pajero Evolution | + 2m01s    |
| 3  | Dieter Depping Fraude Gottschalk       | Volkswagen Touareg 2        | + 6m34s    |
| 4  | Luc Alphand Gilles Picard              | Mitsubishi Pajero Evolution | + 7m28s    |
| 5  | Carlos Sousa Andreas Schulz            | Volkswagen Touareg 2        | + 33m45s   |
| 6  | Bruno Saby Alain Guehennec             | BMW X3 CC                   | + 46m30s   |
| 7  | Robert Baldwin Kevin Heath             | Hummer H3                   | + 56m02s   |
| 8  | Philippe Gache François Flick          | SMG                         | + 1h07m08s |
| 9  | Miroslav Zapletal Valdimir Nemajer     | Mitsubishi L200             | + 1h12m19s |
| 10 | Robby Gordon Andy Grider               | Hummer H3                   | + 1h25m38s |

### Camiões
| # | Nome                                               | Marca        | Tempo     |
| - | -------------------------------------------------- | ------------ | --------- |
| 1 | Hans Stacey Eddy Chevaillier Bernard Der Kinderen  | MAN TGA      | 11h43m20s |
| 2 | Wulfert Van Ginkel Daniel Bruinsma Richard De Rooy | GINAF X2222  | +33m43s   |
| 3 | Ales Loprais Ladislav Lala Milan Holan             | Tatra T815-2 | +53m18s   |
| 4 | Marek Spáčil Jiří Žák Zdeněk Němec                 | LIAZ 151154  | +1h27m42s |
| 5 | Marco Dono Andrea Bettiga Angelo Fumagalli         | Iveco        | +1h28m27s |